# Power-to-gas
Power-to-gas (略:P2G) とは、太陽光発電や風力発電から生み出される電力（再生可能連力）で水素やメタン、合成ガス、LPG、アンモニアなどのガスを製造することをいう。
また、メチルアルコールなどの液体燃料を製造することを、Power to Fuel（PtF）やPower to Liquids（PtL）、こうして生成された燃料をe-fuelという。
これにより蓄電池よりも遥かに多くのエネルギーを容易に貯蔵、運搬できるようになる。
こうして合成されたガス、有機物はエネルギー源としてのみならず様々な工業原料あるいは食糧の原料としても利用可能である。

## ガスの種類
水素社会などと持て囃される通り水素が代表的だが、それ以外にもメタン、合成ガス（CO、H2混合ガス）、LPG、アンモニアなどいろいろなガスが考えられる。
アンモニアなどは水素より沸点が低く低コストで液化・貯蔵・輸送できるが有毒な他、メタンの場合既存のガスインフラの利用が可能だが合成のためどこからか大量の二酸化炭素を入手しなければならないなどガスによって長短がある。
またこれらのガスから現場で水素へ改質して燃料電池の燃料に利用することも考えられる。

## エネルギー貯蔵と輸送
Power-to-gasはエネルギーの貯蔵、可搬性を格段に向上させる。
電力からガスへのシステムは、風力発電または太陽光発電など再生可能エネルギーの不安定性を補うものとして利用できる。貯蔵されたエネルギーは数時間、数日、または数か月後に使用できる。
再生可能エネルギーを豊富に得られる無人の砂漠地帯などからLNG船を利用して需要地に大陸間輸送したり、既存のパイプラインを利用することもできる。

## 原料としての利用
石油、化石燃料は燃料としてのみならずプラスチックなどの工業原料に用いられている他、化石燃料から合成された水素もまたアンモニアなど肥料の原料として利用されてきた。
これらを代替する方法としてP2Gは有効である。さらにガスを微生物に食べさせ繁殖させることで天候や土地の制約、病原体の影響を受けない新しい食料源とすることもできる。繁殖させた微生物はヒトの食用の他、家畜・魚の養殖のための飼料として用いることができる。
例として水素をエネルギー源に繁殖する水素細菌の他メタンをエネルギー源とするメタン資化細菌メチロコッカス・カプスラタスが挙げられる。
食料以外にも酒の発酵過程に見られるように、エタノール、メタノールなど有用な原料、資源に更に変換したり、菌を電気分解やメタン生成の補助とするバイオリアクターとしても用いることができる。
石油化学において重要な役割を担うエチレンを電力・CO2・水を元に生成するエチレン合成細菌も遺伝子組み換えで開発されている。

## 効率
最大の問題は効率である。2013年の時点で、単純なPower-to-gasの電力効率は50%を大きく下回っており、他の方式、たとえば位置エネルギーを介する揚水発電の70%程度という効率に比べると極めて低い。
これを補うためにコンバインドサイクル発電所を使用することで、水素パスは最大効率〜43%、メタンは〜39%に到達することができる。電気と熱の両方を生産利用するコージェネレーションを使用すれば、効率は60％を超えることができるが、それでも揚水発電や蓄電池には及ばない。しかし、電力からガスへの貯蔵の効率を高める可能性はある。SOEC・SOFCを併用し、貯蔵プロセスで廃熱を再利用することで、80%を超える電力効率を達成できることが明らかになった。 
| 燃料                                            | 効率            | 条件                                 |
| 経路: 電気→ガス                                 | 経路: 電気→ガス | 経路: 電気→ガス                      |
| ----------------------------------------------- | --------------- | ------------------------------------ |
| 水素                                            | 54–72 %         | 200 bar 加圧                         |
| メタン (SNG)                                    | 49–64 %         | 200 bar 加圧                         |
| 水素                                            | 57–73 %         | 80 bar 加圧 (天然ガスパイプライン)   |
| メタン (SNG)                                    | 50–64 %         | 80 bar 加圧 (天然ガスパイプライン)   |
| 水素                                            | 64–77 %         | 加圧なし                             |
| メタン (SNG)                                    | 51–65 %         | 加圧なし                             |
| 経路: 電気→ガス→電気                            |                 |                                      |
| 水素                                            | 34–44 %         | 80 bar 加圧 、発電で60％が電気に戻る |
| メタン (SNG)                                    | 30–38 %         | 80 bar 加圧 、発電で60％が電気に戻る |
| 経路: 電気→ガス→電気＆熱 (コージェネレーション) |                 |                                      |
| 水素                                            | 48–62 %         | 80 bar 加圧電気と熱の比は40/45 %     |
| メタン (SNG)                                    | 43–54 %         | 80 bar 加圧電気と熱の比は40/45 %     |